# 天田貴子
天田 貴子（あまだ たかこ、1976年9月19日 - ）は、日本の元女優。群馬県生まれ。備蓄米「たくわえくん」のCMなどで知られる。明るく清楚なイメージで多くの人々に支持を受けていた。

## 出演

### テレビドラマ
- 恋はあせらず（1998年）
- ハッピーマニア（1998年）
- 殴る女（1998年） - 堀井恭子 役
- ピーチな関係（1999年）
- ボーダー 犯罪心理捜査ファイル（1999年） - 木下綾香 役
- 深く潜れ〜八犬伝2001〜（2000年） - 田淵祥子 役

### CM
- エスエス製薬 ハイチオールC
- 備蓄米 たくわえくん

キッコーマン　うまさひとしお